# إدي بلاكبيرن
إدي بلاكبيرن (بالإنجليزية: Eddie Blackburn)‏ (18 أبريل 1957 في المملكة المتحدة - 20 أبريل 2018) هو لاعب كرة قدم بريطاني في مركز حراسة المرمى. لعب مع نادي هارتلبول يونايتد ونادي هالمستاد ونادي يورك سيتي وهال سيتي.

## وصلات خارجية
- إدي بلاكبيرن على موقع قاعدة بيانات كرة القدم.إي يو (الإنجليزية)